# Distrito de Tacna

División política del departamento de Tacna.

El distrito de Tacna es uno de los 11 distritos de la provincia de Tacna, ubicada en el departamento de Tacna, bajo la administración del Gobierno regional de Tacna, en el sur del Perú.
Desde el punto de vista jerárquico de la Iglesia católica forma parte de la diócesis de Tacna y Moquegua la cual, a su vez, pertenece a la arquidiócesis de Arequipa.
A simple vista, el distrito parece estar separado en dos partes, esto se debe a la creación del distrito de La Yarada-Los Palos y su cercanía con el distrito de Gregorio Albarracín, ya que en el centro del distrito (en la parte estrecha) se encuentra la Panamericana Sur.

## Demografía
Cuenta con una población de 94,428 habitantes, de los cuales 88,358 viven en la zona urbana y 6,070 en zonas rurales del distrito.

## Autoridades

### Municipales
- 2015 - 2018
  - Alcalde:  Julio Medina Castro, del Movimiento Regional Fuerza Tacna.[3]
  - Regidores:
    - Por el Movimiento Regional Fuerza Tacna están, Jorge Infantas Franco, Julia Benavides Llancay, Lizandro Cutipa Lope, José Durand Sahua, Santiago Villafuerte García, Pascual Chucuya Layme, Pedro Maquera Cruz y Cinthya Terreros Mogollón.
    - Por la organización Política Democracia Directa Alfonso Ramírez Alanoca y Patricia Quispe Flores.
    - Por el Partido Popular Cristiano (PPC) Víctor Liendo Calizaya.
    - Por la organización política Unión por el Perú Virgilio Vildoso Gonzáles.
    - Por el Movimiento Popular Aymara Quechua Amazonense, Michael Chavarría.

### Religiosas
- Obispo católico Marco Antonio Cortez Lara.

### Policiales
- Jefe de la región policial de Tacna:
  - General PNP Edgar William Gil Villalobos